# ロータス・78
ロータス 78 (Lotus 78) は、チーム・ロータスが開発したフォーミュラ1カーで、1977年・1978年シーズンに使用された。チーム・ロータスにおける呼称はジョン・プレイヤー・スペシャル・マークIII (John Player Special Mk.III）。ピーター・ライト、コーリン・チャップマン、マーティン・オジルビー、トニー・ラッドによって設計され、F1界にグラウンド・エフェクト革命を捲き起こした。

## コンセプト
1976年初め、前のシーズンの老朽化した72のスピード不足と、新型の77の平凡な性能に失望したチャップマンは、流入空気の低ドラッグ化についてのアイディアを詳述した27ページの文書を書き上げた。デ・ハビランド モスキート戦闘爆撃機の研究をした際、主翼に据え付けられたラジエターと揚力をひき起こすよう設計された熱風の排気口に細心の注意を払われていた点に着目し、チャップマンはそのようなシステムを逆さにすれば、著しいダウンフォースを得られることに気付いた。流体力学におけるベルヌーイの定理の慎重な検討の後、上下逆向きの飛行翼断面を車両へ応用する効果について考えをまとめ、エンジニアリング・ヘッドのトニー・ラッドにこの文書を託した。
ラッドはこのプロジェクトに取り組むため、チーフ・デザイナーのラルフ・ベラミー、車両エンジニアのマーティン・オジルビー、空気力学のピーター・ライトらとチームを編成した。ラッドとライトは、1970年にロータスに加わる以前BRMやマーチで働いており、彼らのマシンの1台で逆さ翼断面搭載の可能性についてデザイン研究を行っていた。ラッドはいくつかのスケールモデルをテストしたが、正確なテスト方法の欠如とBRMの財政難で、開発は試験的な域を超えられなかった。ライトは1970年にマーチに移籍後、逆さ翼断面のサイドポンツーンをマーチ・701という形で結実させたが、翼端板が無いなど設計時の理解不足により大した効果は得られず、サーキットによってはサイドポンツーンを外して走行する有様だった。ロータスに移籍後、ライトはこれらの研究をプロジェクトに持ち込んだ。
その後ライトは、風洞とローリングロード(ムービングベルト)を使ってF1マシンのボディシェイプで実験を始めた。ライトはモデルカーのボディ脇にボール紙片を取り付けたが、実験中に翼端板がずり落ちてローリングロードとの隙間を塞いだ際、ダウンフォース発生量が急増することを発見した。より詳細な検証で、ローリングロードの速度が増加するにつれ、ボディ底面が路面表面近くへ吸引されていることが確認された。結果はチャップマンに報告され、チームはシャーシ設計を行うための無制限な自由を与えられた。デザインスケッチと機械製図の1ラウンドとインペリアル・カレッジの風洞での更なる作業の後、マシンは生産に入った。5台が製造され、1976年7月、コードネーム"John Player Special Mk.III"、別名「ロータス 78」が誕生した。
マリオ・アンドレッティは早く、おそらくはその年のオランダGPでマシンをデビューさせたかったが、ロータスの成果を他チームに知られるのを望まないチャップマンに却下された。

## 開発
基本的に78は、もはや72を始めとした当時のF1シャシーのスタンダードであるオープンフットボックスやウェッジシェイプのサイドチューブ、バルクヘッドに直接保持されたアッパーアームなどを持たず、77と同様の、断面積の小さいサイドチューブが添えられた上下方向に深い閉断面のフットボックスと完全にシャシ外に突出させたサスペンションのピックアップポイントという内部レイアウトを持っているが、77より詳細な空力的改善、良好な重量配分、延長されたホイールベースと拡大されたフロントトレッドを特徴としていた。そして77から発展したアルミニウムシートとハニカムから構成されたモノコック構造を持っていた。車体はファイバーグラスのボディパネルと、部分的にシャーシを強化するため用いられたアルミニウムから形成されていた。マシンが初めて姿を現すと、先進的なその外観はかなりの話題となったが、その内部は飛躍的な前進を遂げていた。アンドレッティは、ヘセルのロータスのテストコースで何千マイルにも及ぶテストに熱心に取り組んだ。

アンダーボディの概念図と空気の流れ

赤い部分が負圧になり大きなダウンフォースとなる。

ベルヌーイの定理を応用し、サイドポッド下面は従来のウイングと同様の意匠がより大規模に逆翼型に形づくられた。ライトとチャップマンはマシンのフロアをこのように形成することにより、地面と下面の隙間の空気の流速を速めることができることを発見し、それにより車両の下側を減圧した。この部分的な負圧が車両を下へ効果的に吸引し、路面上により強くタイヤを押しつけた。タイヤへの下向きの大きな力は、より多くのグリップと、それによる高いコーナーリングスピードを実現した。吸引効果を強めるため、空気が地面と逆翼型カバーの間を通り抜ける車両下面の面積を可能な限り広げ、モノコックはより細くされた。このグラウンドエフェクトには、従来の前後ウイングよりもダウンフォースの効率がよく空気抵抗が増加しにくいと言う大きな長所があり、コーナーリング性能と最高速度の両立が可能だった。
車両下面の低圧域を保つため、当初はブラシが各々のサイドポッド下部に取り付けられた。これが不十分なことが判明すると、ロータスはプラスチックのスカートを試みたが、路面と接触して非常に早く磨り減った。最終的には大きな効果が確認された可動式のゴムスカートが開発された。スライドするスカートは車両側面と地面との間のギャップに封をして、下面の低圧域に吸引されグラウンドエフェクトを打ち消す空気の流れを遮断した。こうして低圧域をサイドウォールとスカートで密封し、ベンチュリー効果によって強力なダウンフォースを発生させるしくみが完成した。アンドレッティは78をドライブすることを、あたかも「路面に塗られる」(painted to the road)かのようだと表現した。

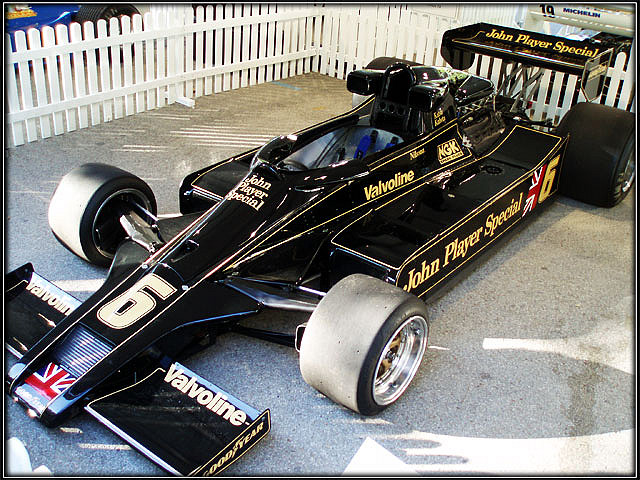
展示会での78

ラジエーターはモスキートにヒントを得た排気熱が車体上部に抜ける設置方法が採用され、ダウンフォースの向上に貢献した。燃料タンクはドライバーの後ろ側と各々のサイドポッド中間部に一つずつの三分割セルとなっていた。サイドポッドタンクはドライバーによってコックピットから制御可能で、個々にあるいは同時にエンジンへ燃料を供給することができ、コーナーリング性能と重量の偏りを改善した。サスペンションはジオメトリーを素早く変化させるために設計されたロータス・77のサスペンションセットアップが流用された。これは必要な時に特定のサーキットにおけるマシンのセットアップに役立った。また77での成果として、リヤに比べ極端に広いフロントトレッドの設定が上げられる。77の開発過程で、フロントトレッドを広げると空気抵抗増加によりトップスピードは落ちるが、ハンドリングが劇的に改善されることが判明しており、78では基本レイアウトの時点で既にリヤよりも極端に広いフロントトレッドが採用されていた。これはグラウンドエフェクトの作用が低い中～低速コーナーでの優れたハンドリングに寄与し、また車体から離れたフロントタイヤはサイドのウインドウ･トンネルへの空気の流入を阻害せず、高速コーナリング時のグラウンドエフェクトの増加にもつながるという恩恵があった。`77年当時、フロントトレッド拡大によるハンドリング改善に注目していたチームは、ロータス以外ではマクラーレンだけであり、他チームは空気抵抗を考えリヤと同等かそれより狭いフロントトレッドを採用していた。一方、車体下面の空力と路面との相互作用に細心の注意が払われた結果、空力効果を維持するために車高変化の少ない固いサスペンション設計が採用された。これによりマシンのセットアップとモディファイは比較的容易となった。
だが、車両下面の低圧域が前方に寄りすぎており、前後の釣り合いを取るため非常に大きなリアウイングを装着した結果、高速域で大きなドラッグを生んでしまった。これは特にホッケンハイムリンクやエステルライヒリンクのような高速サーキットで顕著で、そこではフェラーリやマクラーレンは78より明らかに速かった。フォードはこれを補うためにDFVエンジンの改良バージョンを提供し、マシンの速度を上げたが、信頼性が犠牲となった。アンドレッティは1977年に5回ものエンジン故障に遭い、3勝のニキ・ラウダに対して7回ポールポジションを獲得して4勝しながら、ワールドチャンピオンシップを取り逃がした。ようやく、ドラッグ要因を大幅に低減する小型ウイングがイタリアGPに間に合い（上記写真参照）、アンドレッティが人気のある「ホームでの」勝利に貢献した。もう一つの問題はアウトボード式のリアサスペンションで、サイドポッド後部からの気流を整えるため若干のモディファイが加えられたものの、依然として空気の直接の通り道にあった。これはマシン後部の安定性に影響を及ぼし、オーバーステアをひき起こした。

## 戦歴
しかしながら、アンドレッティと、ベルギーGPで1勝したグンナー・ニルソンが証明したように、78が特別な存在であることは明らかだった。マシンがよく調整されたときには、ほとんど捕らえられることがなかった。1977年の開幕戦でデビューした78は5勝を挙げ、そのシーズン最高クラスのマシンであることを証明した。1978年には他のチームも自身のバージョンを設計しようと競い始めた。問題はチャップマンとロータスの他のメンバーが真の理由を隠すための数々の言い訳をでっち上げたので、このマシンの何がそれほど特別なのか正確にはわかっていないことだった。加えてマシン下面の外観はスカートに覆い隠されていた。アロウズは早くも1978年の第3戦南アフリカGPにアロウズ FA1を、また第4戦ロングビーチにはシャドウもDN9をデビューさせたが、どちらもサイドスカートを持たない複雑なウイング構造のサイドポンツーンで効率が低く、両車共通のデザイナーであるトニー・サウスゲートはダウンフォースの発生メカニズムを完全に誤解していた。第7戦になるとウルフが78のベンチュリー構造を模したウルフ WR5を投入してきた。
78は1978年前半も十分な戦闘力があり、1977年に78が他をリードしていたのと同じくらい78より進化した79に置き換えられるまでに、アンドレッティとロニー・ピーターソンがそれぞれ1勝とポールポジション1回ずつを記録していた。
その後78はもう一度ワークスチームでスタートするのを目にされることとなった。イタリアGP決勝日午前のウォームアップ走行で79が損傷してしまい、ロニー・ピーターソンはスペアカー（78/3 (JPS-17)）を使うことを余儀なくされた。チームは79に集中していたため、マシンはメンテナンスや改良はされておらず、急遽レースに向けて準備がなされた。チームメイトのアンドレッティが予想通りポールポジションを獲得していたが、ピーターソンはグリッドの5番手だった。しかし、ピーターソンは大規模なスタート事故に巻き込まれ、マシンがノーズからバリアに衝突し車両のフロントエンドは完全に破壊された。ピーターソンは事故後に受けた治療による合併症で翌日死去した。
オリジナルの発展プロトタイプ（78/1 (JPS-15)）は、ヘクトール・レバークに売却された。彼は1978と1979年の世界選手権イベントと、1980年代初めの非世界選手権レースでこのマシンをチーム・レバークで走らせた。
78は合計7勝し、9つのポールポジションと106ポイントを獲得した。

## スペック

### シャーシ
- シャーシ名：78（ J.P.S. Mk.III ）
- シャーシ構造：アルミニウムモノコック
- 全長：4,547 mm
- 全幅：2,146 mm
- 全高：914 mm
- ホイールベース：2,718 mm
- 前トレッド：1,702 mm
- 後トレッド：1,600 mm
- エンジンレイアウト・駆動方式：縦置きミッドシップ・リアドライブ
- フロントサスペンション：アッパーロッキングアーム、ロワウィッシュボーン、インボード式コイルスプリング/ダンパー
- リアサスペンション：アッパーパラレルリンク、ロワウィッシュボーン、ツインラジアスアーム、アウトボード式コイルスプリング/ダンパー
- ブレーキキャリパー：ロータス/ロッキード ツイン
- ブレーキパッド・ディスク：フェロード 前 27.9 cm 、後 29.2 cm ベンチレーテッド
- ギヤボックス：ヒューランド・FG400 5速マニュアル
- デファレンシャルギア：ロータス
- ホイール：スピードライン（英語版） 前 13×10-11 in 、後 13×18-19 in
- タイヤ：グッドイヤー

### エンジン
- エンジン名：フォード・コスワース・DFV
- 気筒数・角度：V型8気筒・90度
- 排気量：2,993 cc
- 吸気方式：自然吸気
- 燃料噴射装置：ルーカス
- スパークプラグ：NGK
- 燃料・潤滑油：バルボリン

## 記録

### 1977年
| 年   | No. | ドライバー     | 1        | 2       | 3       | 4      | 5      | 6        | 7        | 8      | 9      | 10     | 11      | 12       | 13       | 14       | 15       | 16      | 17       | ポイント | ランキング |
| 年   | No. | ドライバー     | ARG      | BRA     | RSA     | USW    | ESP    | MON      | BEL      | SWE    | FRA    | GBR    | GER     | AUT      | NED      | ITA      | USE      | CAN     | JPN      | ポイント | ランキング |
| ---- | --- | -------------- | -------- | ------- | ------- | ------ | ------ | -------- | -------- | ------ | ------ | ------ | ------- | -------- | -------- | -------- | -------- | ------- | -------- | -------- | ---------- |
| 1977 | 5   | アンドレッティ | 5 (8)    | Ret (3) | Ret (6) | 1 (2)  | 1 (PP) | 5 (10)   | Ret (PP) | 6 (PP) | 1 (PP) | 14 (6) | Ret (7) | Ret (3)  | Ret (PP) | 1 (4)    | 2 (4)    | 9 (PP)  | Ret (PP) | 62       | 2位        |
| 1977 | 6   | ニルソン       | DNS (10) | 5 (10)  | 12 (10) | 8 (16) | 5 (12) | Ret (13) | 1 (3)    | 19 (7) | 4 (3)  | 3 (5)  | Ret (9) | Ret (16) | Ret (6)  | Ret (19) | Ret (12) | Ret (4) | Ret (14) | 62       | 2位        |

- 太字はポールポジション (PP) 、斜字はファステストラップ、DNS はスタートせず（ key ）、括弧 () 内は予選順位。

- コンストラクターズランキング2位。
- ドライバーズランキング2位（マリオ・アンドレッティ）4勝 7PP 4FL 47ポイント。
- ドライバーズランキング8位（グンナー・ニルソン）1勝 予選最高位3位2回 1FL 20ポイント。

### 1978年
| 年   | No. | ドライバー     | 1      | 2        | 3       | 4     | 5       | 6     | 7        | 8       | 9   | 10       | 11     | 12       | 13      | 14  | 15       | 16  | ポイント | ランキング |
| 年   | No. | ドライバー     | ARG    | BRA      | RSA     | USW   | MON     | BEL   | ESP      | SWE     | FRA | GBR      | GER    | AUT      | NED     | ITA | USE      | CAN | ポイント | ランキング |
| ---- | --- | -------------- | ------ | -------- | ------- | ----- | ------- | ----- | -------- | ------- | --- | -------- | ------ | -------- | ------- | --- | -------- | --- | -------- | ---------- |
| 1978 | 5   | アンドレッティ | 1 (PP) | 4 (3)    | 7 (2)   | 2 (4) | 11 (4)  |       |          |         |     |          |        |          |         |     |          |     | 86       | 1位        |
| 1978 | 6   | ピーターソン   | 5 (3)  | Ret (PP) | 1 (11)  | 4 (6) | Ret (7) | 2 (7) |          |         |     |          |        |          |         | Ret |          |     | 86       | 1位        |
| 1978 | 25  | レバーク       | DNQ    | Ret (22) | 10 (22) | DNPQ  | DNPQ    | DNPQ  | Ret (20) | 12 (21) | DNQ | Ret (21) | 6 (18) | Ret (18) | 11 (20) | DNQ | Ret (23) | DNQ | 86       | 1位        |

- 太字はポールポジション (PP) 、斜字はファステストラップ、DNQ は予選不通過、DNPQ は予備予選不通過（ key ）、括弧 () 内は予選順位。

- コンストラクターズチャンピオン獲得。
- ドライバーズタイトル獲得（マリオ・アンドレッティ）6勝 8PP 3FL 64ポイント（第6戦以降 79 をドライブ）。
- ドライバーズランキング2位（ロニー・ピーターソン）2勝 3PP 3FL 51ポイント（第7戦以降第14戦決勝を除き79をドライブ）。
- ドライバーズランキング-位（ヘクトール・レバーク）予選最高位18位2回 決勝最高位6位1回 1ポイント。
- ジャン＝ピエール・ジャリエが第15戦以降ピーターソンの代役として79で出走（ 1PP 決勝最高位15位 1FL ）。